# Sávio (ur. 1984)
Sávio, właśc. Sávio Oliveira do Vale (ur. 1 listopada 1984 w Rio Grande) – brazylijski piłkarz grający na pozycji pomocnika. Zawodnik Esportivo Bento Gonçalves.